# Nokia 1100

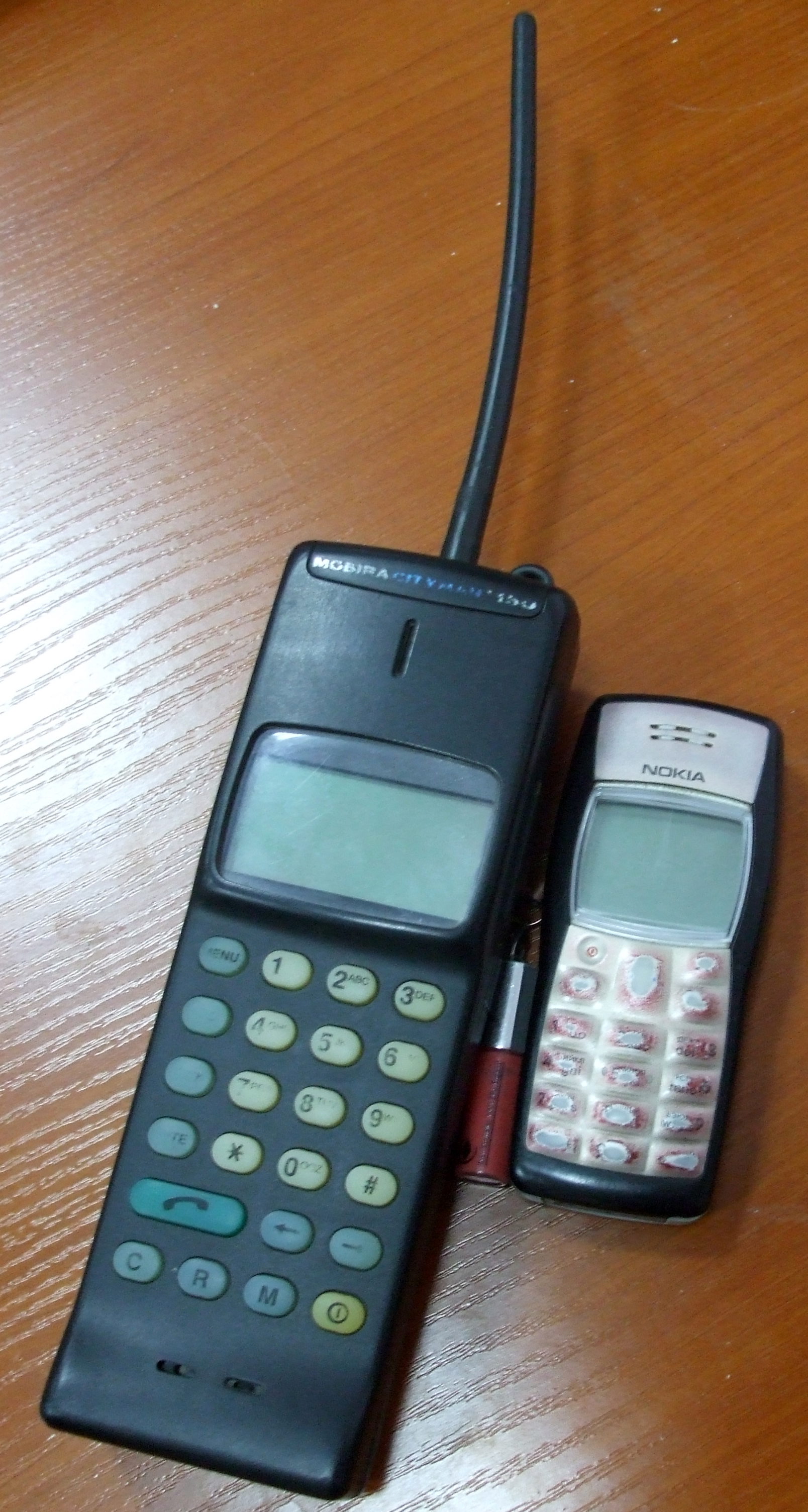
Nokia 150 i Nokia 1100

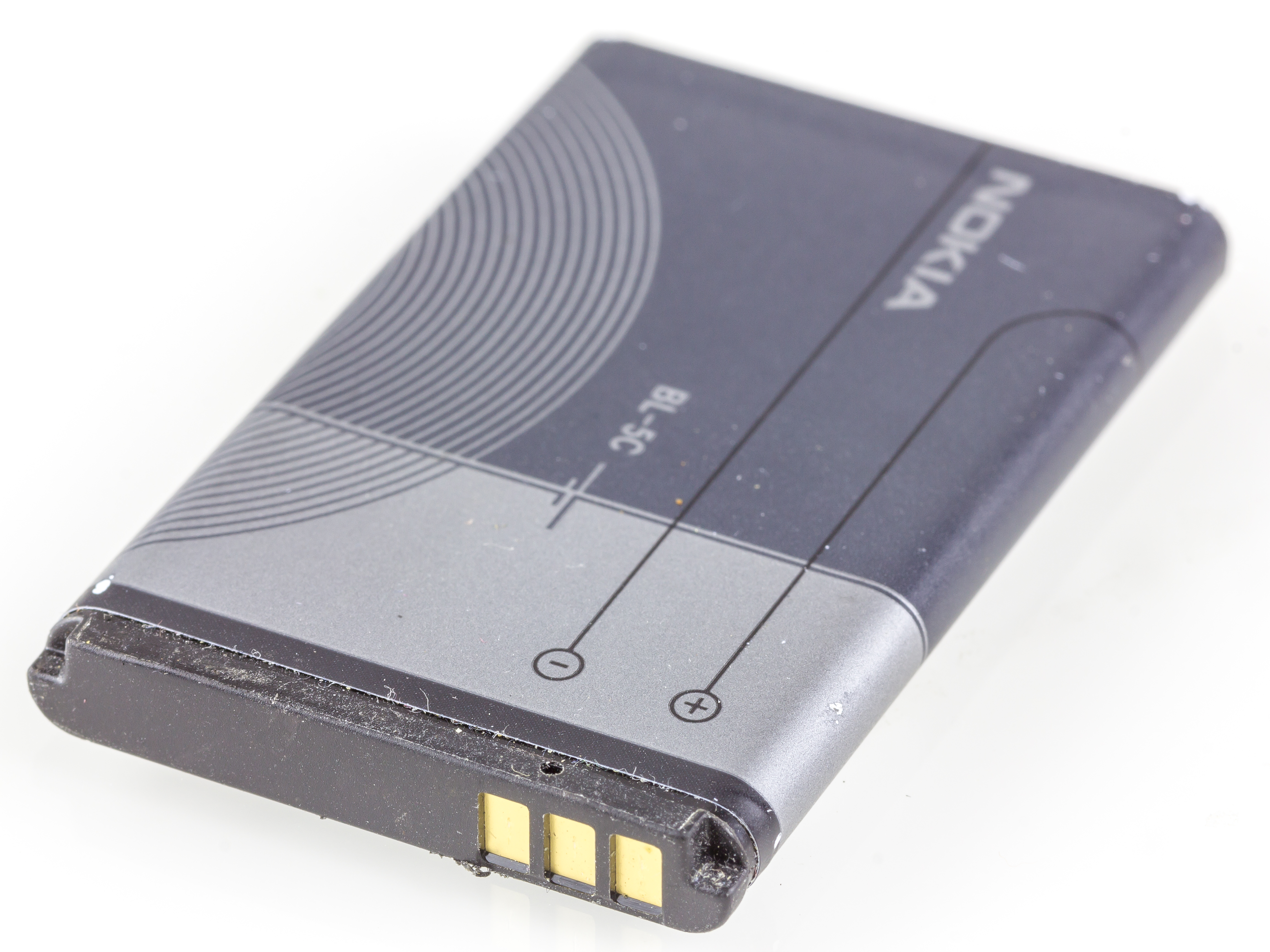
Bateria BL-5C obsługiwana m.in. przez Nokię 1100

Nokia 1100 – telefon komórkowy fińskiego producenta Nokia, z serii N10. Najlepiej sprzedający się telefon w 2005 roku.

## Charakterystyka
W 2005 roku była najchętniej kupowanym się modelem Nokii. Ze względu na stosunkowo niską (poniżej 100 dolarów) cenę, przede wszystkim na tzw. rynkach wschodzących, szczególnie w południowo-wschodniej Azji. Do 2007 roku sprzedano ich ponad 250 milionów.
Pracuje w sieciach: GSM 900/1800. Waży 93 gramy. Ma alarm wibracyjny, latarkę oraz obudowę z antypoślizgowymi bokami.
Dzięki monochromatycznemu wyświetlaczowi i litowo-jonowej baterii (model BL-5C) przy intensywnym używaniu może pracować do 7 dni. Maksymalny czas czuwania wynosi około 400 godzin, czyli 16 dni i 16 godzin. Maksymalny czas rozmowy: 200 godzin.
Nokia 1100 produkowana była w trzech krajach: w Finlandii, w Niemczech (fabryka w Bochum w Zagłębiu Ruhry), i na Węgrzech.

## Funkcje dodatkowe
- zegar
- budzik
- kalkulator
- organizer
- wygaszacz
- tapety
- Profile
- polskie menu
- słownik T9
- latarka
- EMS
- Smart Messaging
- WAP
- wymienne obudowy
- alarm wibracyjny
- kompozytor
- gry[10]

## Wykorzystanie do działalności przestępczej

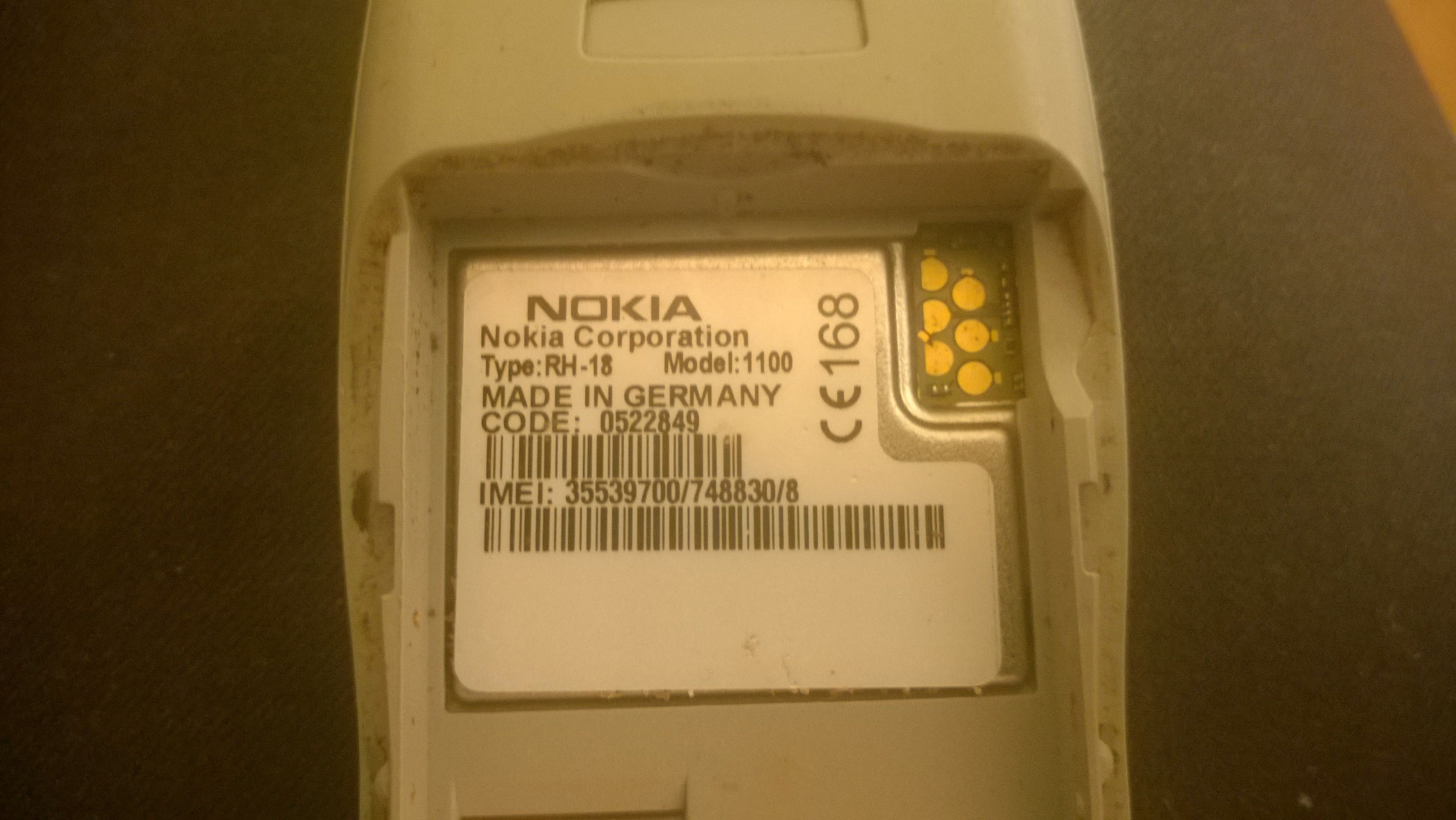
Tabliczka znamionowa i slot serwisowy w Nokii 1100 wyprodukowaniej w Bochum

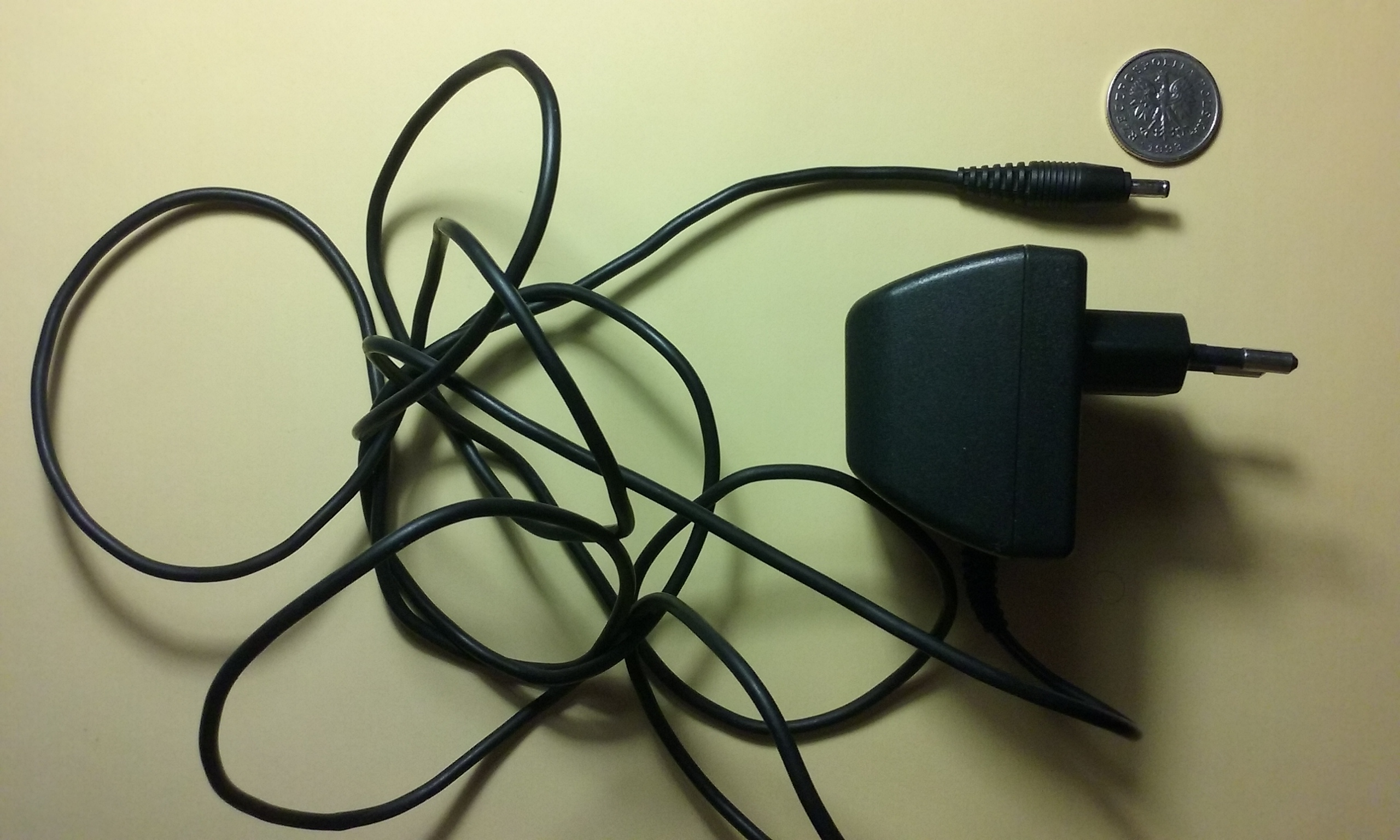
Ładowarka Nokia ACP-7E (końcówka 3,5 mm jack)

Po pewnych modyfikacjach Nokie 1100 (tylko te wyprodukowane w Niemczech) służą przestępcom do udawania innych numerów, co prowadzi do wykradania haseł do kont bankowych. Z tego powodu na rynku wtórnym komórki te osiągają wysokie kwoty.